# Hợp Minh
Hợp Minh là một phường cũ thuộc thành phố Yên Bái cũ, tỉnh Yên Bái cũ, Việt Nam.

## Địa lý
Phường Hợp Minh có vị trí địa lý:
- Phía đông giáp xã Giới Phiên và huyện Trấn Yên
- Phía tây giáp xã Âu Lâu
- Phía nam giáp huyện Trấn Yên
- Phía bắc giáp phường Hồng Hà.

Phường Hợp Minh có diện tích 8,99 km², dân số năm 2019 là 4.265 người, mật độ dân số đạt 474 người/km².

## Hành chính
Phường Hiệp Minh được chia thành 5 tổ dân phố.

## Lịch sử
Trước đây, Hợp Minh là một xã thuộc huyện Trấn Yên.
Ngày 4 tháng 8 năm 2008, Chính phủ ban hành Nghị định số 87/2008/NĐ-CP về việc điều chỉnh toàn bộ 928,627 ha diện tích tự nhiên và 3.342 nhân khẩu của xã Hợp Minh thuộc huyện Trấn Yên vào thành phố Yên Bái quản lý.
Ngày 12 tháng 12 năm 2013, Chính phủ ban hành Nghị quyết 122/NQ-CP về việc thành lập phường Hợp Minh trên cơ sở toàn bộ 933,41 ha diện tích tự nhiên và 4.193 nhân khẩu của xã Hợp Minh.
Phường Hợp Minh có 933,41 ha diện tích tự nhiên và 4.193 nhân khẩu.